# Grande-Bretagne aux Jeux européens
La Grande-Bretagne a participé pour la première fois aux Jeux européens lors des premiers Jeux de 2015 et a remporté 47 médailles. Ce décompte a été plus que divisé par deux aux Jeux de 2019, en raison de la suppression de la natation du calendrier des compétitions.

## Tableau des médailles

### Par année
| Jeux          | Athlètes | Or | Argent | Bronze | Total | Rang |
| 2015 Bakou    | 160      | 18 | 11     | 18     | 47    | 3    |
| 2019 Minsk    | 101      | 6  | 9      | 8      | 23    | 9    |
| 2023 Cracovie | 223      | 12 | 10     | 27     | 49    | 7    |
| Total         | Total    | 36 | 30     | 53     | 119   |      |

### Par sport
| Place | Sport        | Médaille d'or | Médaille d'argent | Médaille de bronze | Total |
| 1     | Natation     | 7             | 7                 | 9                  | 23    |
| 2     | Boxe         | 4             | 1                 | 7                  | 12    |
| 3     | Plongeon     | 4             | 1                 | 1                  | 6     |
| 4     | Badminton    | 2             | 3                 | 0                  | 5     |
| 5     | Taekwondo    | 2             | 0                 | 1                  | 3     |
| 6     | Cyclisme     | 1             | 1                 | 2                  | 4     |
| 7     | Tir à l'arc  | 1             | 1                 | 0                  | 2     |
| 8     | Tir          | 1             | 0                 | 1                  | 2     |
| 9     | Escrime      | 1             | 0                 | 0                  | 1     |
| 10    | Triathlon    | 1             | 0                 | 0                  | 1     |
| 11    | Gymnastiques | 0             | 3                 | 4                  | 7     |
| 12    | Canoë-kayak  | 0             | 2                 | 0                  | 2     |
| 13    | Judo         | 0             | 1                 | 1                  | 2     |
| Total | Total        | 24            | 20                | 26                 | 70    |